# Галактична імперія (Зоряні війни)
Галактична імперія або Перша Галактична імперія або Новий Порядок або новий Порядок Палпатіна— це вигадана галактична супердержава із франшизи «Зоряні війни», що вперше була показана глядачу в фільмі «Зоряні війни. Епізод IV: Нова надія».

## Історія
Галактична імперія утворилася після реорганізації Галактичної республіки, коли у 19 році ДБЯ, після замаху Ордену джедаїв на владу канцлера та виконання протоколу №66, тоді ще канцлер Палпатін промовив свою легендарну промову перед Галактичним сенатом, заключенням якої стала реорганізація Республіки в Імперію та проголошення себе імператором після успішного закінчення Воєн клонів.
Подальший період існування Імперії вважається її розквітом, адже у той період вона вже розширювалася за рахунок осколків Конфедерації незалежних систем та володінь гаттів. У той момент подекуди спалахували повстання та виникали повстанські групи, але набути масового характеру вони ще не встигли, що відкривало для Імперії багато можливостей, хоча у той час сенат ще мав обмежений вплив на політику Імперії.

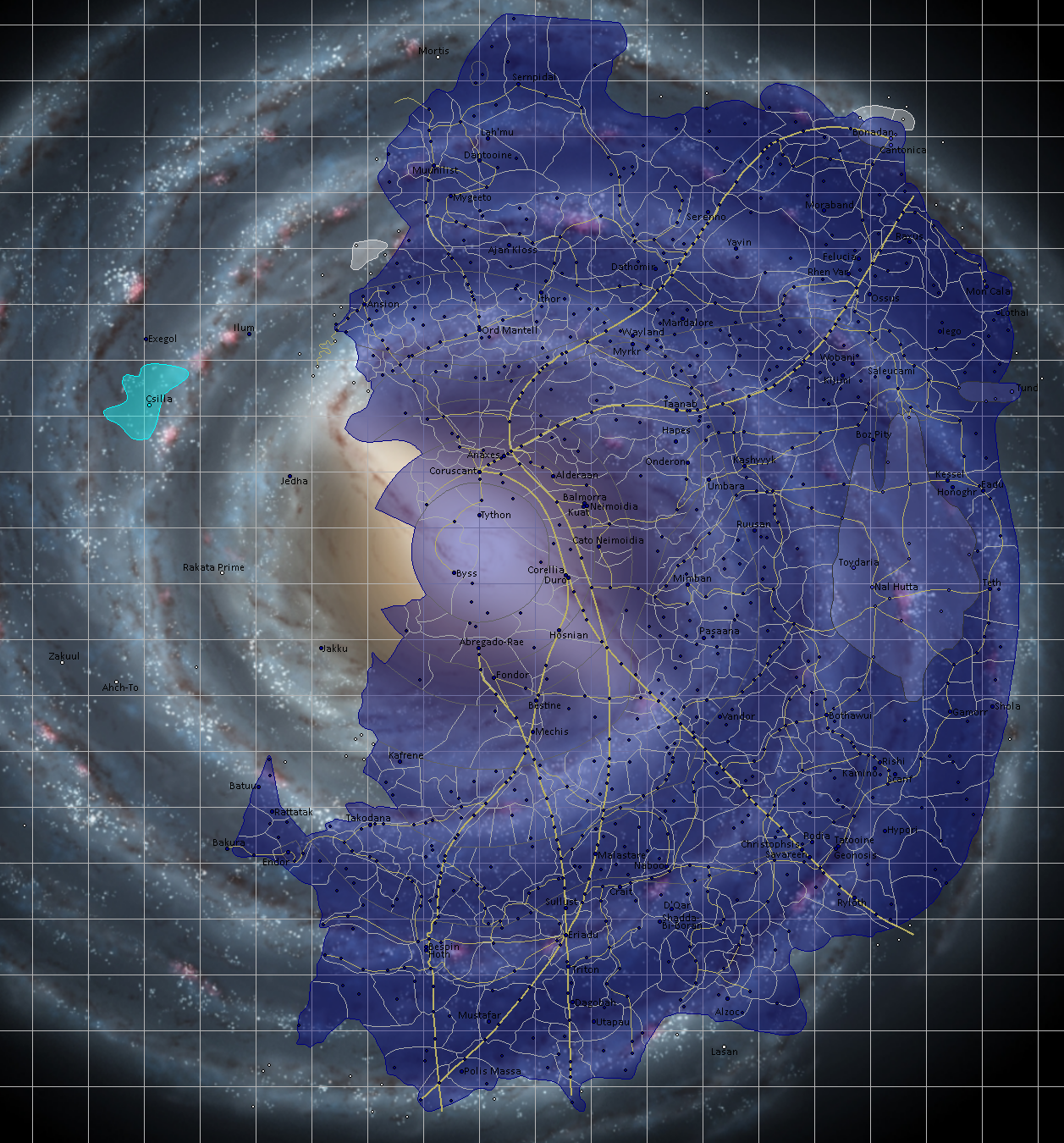
Мапа Галактичної імперії

Але все змінилося у 0 році ДБЯ, коли Імперія вже офіційно заявила про факт існування бойової космічної станції «Зірка Смерті», що могла знищувати планети. У той час одразу був розпущений Імперський сенат, адже Імперія більше не потребувала ілюзії демократії, адже тепер головним фактором утримання влади Імперією став страх, згідно Доктрини Таркіна. Але у той же рік, повстанська ескадрилья під командуванням Люка Скайвокера, яка базувалася на супутнику Явін-4, завдяки знанню слабкого місця станції, змогли знищити її, що стало переломним моментом у історії Галактичної імперії. А згодом, коли у 4-му році ПБЯ повстанський флот зумів знищити другу недобудовану «Зірку Смерті», то на її борту померли головні особи Імперії — імператор Палпатін та його учень дарт Вейдер, настав поступовий розпад Галактичної імперії, на уламках якої повстала Нова Республіка.

## Позитивні риси Імперії

### Кримінал
Головним плюсом Імперії, за який їх злюбила більшість систем зовнішнього кільця — це боротьба із піратством та бандитизмом, адже тепер Імперія прийшла у віддаленні світи не просто збирати податки, як це робила Республіка, а й наводити порядок, хоч і не самими гуманними методами, що потім вже мотивувало піратів та контрабандистів приєднуватися до сил Альянсу повстанців.

### Політика
Попри всі жахи імперської окупації планет, що часто нам показують у фільмах, серіалах та книгах, але існували цілі системи, які входили у склад Галактичної імперії, але у їх межах або зовсім не було імперських військ, або були невеликі планетарні гарнізони, що майже не взаємодіяли із місцевим населенням, що було своєрідним даром для цих систем від імператора за їхню лояльність. Також, зазвичай, на таких планетах імперська адміністрація була другорядним органом влади та не могла тягатися із впливом місцевих традиційних органів влади.

## Галактична імперія у фанатському середовищі
Галактична імперія має багато шанувальників серед фанатів франшизи «Зоряні війни», що часто організовують тематичні фестивалі та зустрічі. Головною організацією фанатів Галактичної імперії є «501-й легіон».

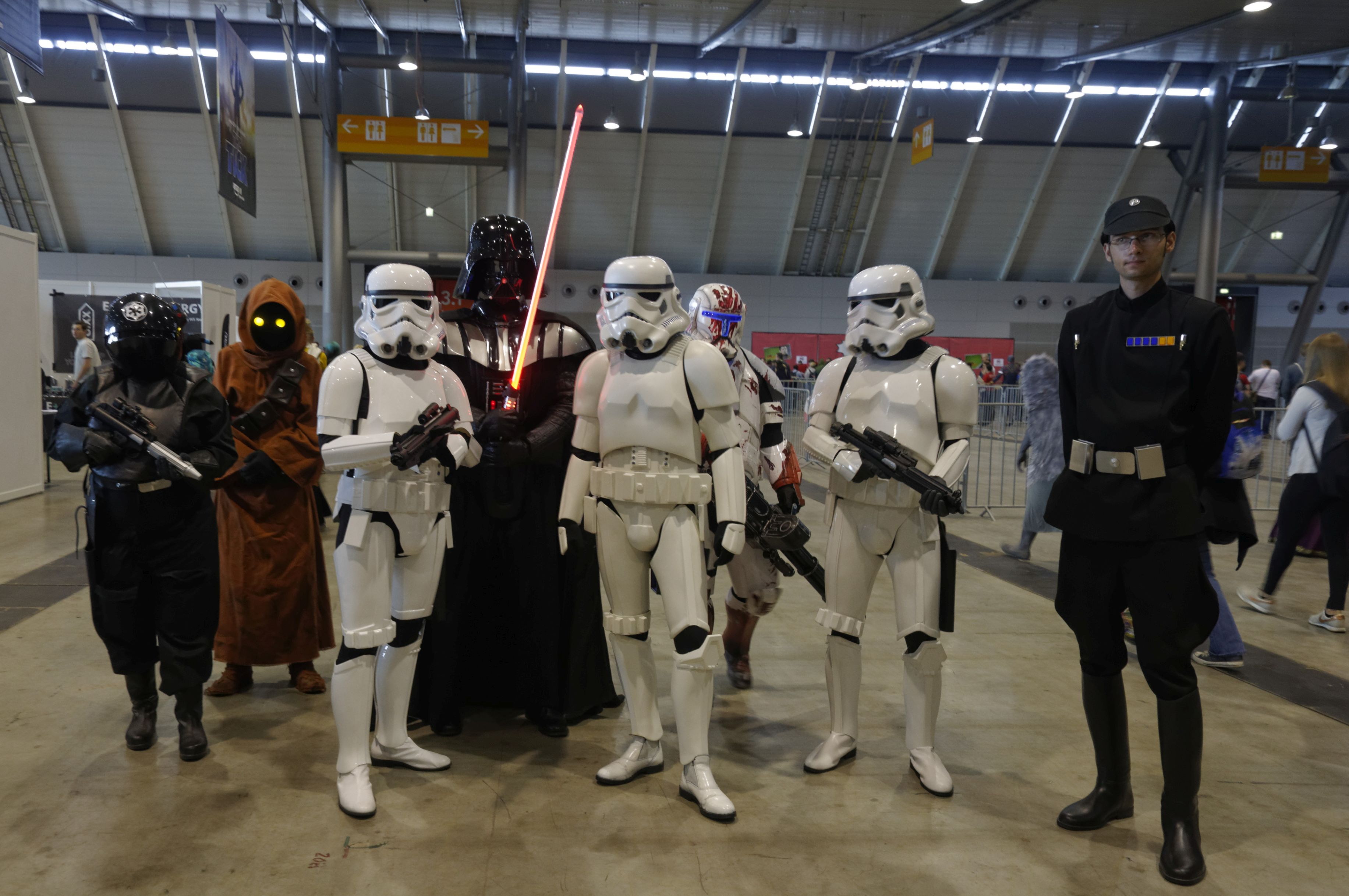
Фанатське фото

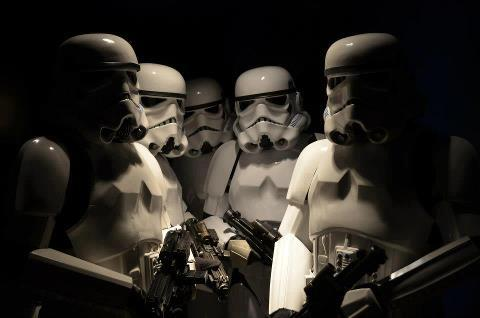
Солдати Штурмового корпусу (фанатське фото)

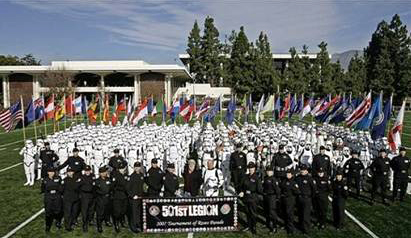
Члени 501-го легіону з Джорджем Лукасом на параді троянд у 2007 році